# Rhyacophila minoyamaensis
Rhyacophila minoyamaensis là một loài Trichoptera trong họ Rhyacophilidae. Chúng phân bố ở miền Cổ bắc.